# Репродуктивна ізоляція
Репродуктивна ізоляція в еволюціній біології — це механізми, що запобігають обміну генів між популяціями. Поділ генофондів популяцій в деяких випадках веде до утворення нових видів. Репродуктивна ізоляція може здійснюватися шляхом запобігання заплідненню або шляхом утворення нежиттєздатних або стерильних гібридів, як, наприклад, у випадку мула і ослюка.
Згідно із Ернстом Майром, термін був введений Альфредом Емерсоном у 1935 році. Термін «репродуктивна ізоляція» широко вживався Теодором Добжанський та Ернстом Майром.
Існує декілька форм репродуктивної ізоляції — предзиготична (перешкоджає заплідненню), постзиготична (перешкоди гібридизації), розсіяні в геномі повтори.

## Предзиготична ізоляція
Предзиготична ізоляція включає в себе фізичні перешкоди (річка, океан) між двома популяціями, етологічні відмінності (в поведінці), а також відмінності в процесі ділення клітин, які призводять до несумісності між популяціями.
Видоутворення шляхом репродуктивної ізоляції часто відбувається у рослин і пов'язано із помилками у діленні клітин (мітоз), яке призводить до збільшення числа хромосом. Для різних видів рослин характерні різні періоди цвітіння, відповідно, звільнення гамет. Для тварин характерні перешкоди у паруванні. Несумісність форми статевих органів створює механічний бар'єр, який призводить до репродуктивної ізоляції. Часто гамети різних видів виявляються несумісними і не утворюють зиготу. Сперматозоїди можуть містити невідповідні ферменти для розчинення оболонки яйцеклітини.

## Постзиготична ізоляція
Якщо запліднення відбувається, існують перешкоди для утворення гібридів. Перший бар'єр — гаметичний — після злиття гамет, що утворилася, клітина не ділиться і гине. Другий бар'єр — зиготичний — зигота утворюється і швидко гине. Третій — на стадії ембріона чи личинки — відбувається спонтанний викидень плоду. Четвертий — нежиттєздатність гібридів — потомство виявляється слабким, не справляється з факторами навколишнього середовища і гине. П'ятий бар'єр — стерильність гібридів — потомство не дає власного потомства. Нарешті, бувають випадки стерильності нащадків гібридів. Ці механізми запобігають поширенню генетичного матеріалу між видами.

## Розсіяні повтори
У результаті вбудови розсіяних повторів утворюються негомологічні послідовності ДНК, які створюють перешкоди для конверсії генів. Цей бар'єр є ізолюючим механізмом, що захищає нові алелі від перезапису предковими алелями. Такий механізм репродуктивної ізоляції призводить до поділу генофондів без фізичної ізоляції популяцій.